# 7. U-Flottille
Die 7. Unterseebootsflottille (kurz 7. U-Flottille, auch Unterseebootsflottille „Wegener“) war ein Verband der deutschen Kriegsmarine des Zweiten Weltkriegs und gehörte zu den Frontflottillen der U-Bootwaffe. Sie war eine von 29 eingesetzten U-Boots-Flottillen des Krieges. Ab Kriegsbeginn im September 1939 wurde der Verband als Frontflottille eingesetzt. Die Feldpostnummer war 14971.

## Geschichte
Die Aufstellung der Flottille erfolgte am 25. Juni 1939 in Kiel. Diese Flottille war nach einem U-Bootkommandanten des Ersten Weltkriegs – Bernd Wegener – benannt, der 1915 beim sogenannten Baralong-Zwischenfall auf U 27 ums Leben kam. In Anlehnung an die erfolgreiche Attacke von Günther Prien auf den Stützpunkt der britischen Home Fleet im schottischen Scapa Flow übernahm die Flottille Priens Bootszeichen, den Stier von Scapa Flow, der von dessen Erstem Wachoffizier Engelbert Endrass in Anlehnung an eine Comic-Zeichnung entworfen worden war. Auf Anordnung von Flottillenchef Sohler, die nach dem Bekanntwerden des Todes von Prien erlassen worden war, sollten alle Boote der Flottille den „Stier von Scapa Flow“ am Turm anbringen.
Unmittelbar nach dem deutsch-französischen Waffenstillstand begab sich Karl Dönitz noch im Juni an die westfranzösische Atlantikküste, um die Küstenorte nach möglicher Eignung für U-Bootstützpunkte zu inspizieren. Er wählte Brest, Lorient, Bordeaux, La Pallice und Saint-Nazaire aus. Im September 1940 wurde der Verband entsprechend nach Saint-Nazaire verlegt, wo die Wehrmacht zudem größere Mengen an Treibstoff für eine anfängliche Brennstoffversorgung der U-Boote sichergestellt hatte. Zudem wurde hier die 6. U-Flottille stationiert. Den beiden Flottillen unterstanden insgesamt mehr als 1800 Soldaten. Zunächst wurde das Personal in beschlagnahmten städtischen Wohnheimen und in einer Schule untergebracht. Später wurden Hotels und Häuser im zehn Kilometer entfernten Seebad La Baule requiriert. Als erstes Boot erreichte am 21. September 1940 U 46 unter dem Kommando von Oberleutnant zur See Engelbert Endrass den neuen Einsatzhafen.
In Saint-Nazaire wurden im Juni 1942 die ersten verbunkerten Liegeplätze der gesamten Atlantikküste fertiggestellt, die als Trockendocks eingesetzt werden konnten. Bis Jahresende kamen weitere hinzu, so dass die Bunkeranlagen schließlich über 20 Liegeplätze verfügten.
Der Führer der U-Boote (West) verlegte im Sommer 1944 sein Hauptquartier nach Norwegen, doch einige der ihm unterstellten Flottillen, so auch die 7. U-Flottille, verblieben in Frankreich. Die 6. U-Flottille gab in der zweiten Hälfte des Jahres 1944 einige nicht mehr einsatzbereite U-Boote an die 7. U-Flottille ab. Im Spätsommer 1944 verlegten die verbliebenen Boote der Flottille nach Norwegen. Als letztes Boot verließ U 267 am 23. September 1944 den Hafen am Atlantik.

## Flottillenchefs
Die 7. U-Flottille war zunächst in Kiel, dann zusätzlich in Saint-Nazaire und ab Oktober 1940 ausschließlich in Saint-Nazaire stationiert.
- Juni 1938 bis Dezember 1939 – Korvettenkapitän Ernst Sobe
- Januar bis Mai 1940 – Korvettenkapitän Hans-Rudolf Rösing
- Mai bis September 1940 – Kapitänleutnant Herbert Sohler
- September 1940 bis Februar 1944 – Korvettenkapitän Herbert Sohler
- März 1944 bis Mai 1945 – Korvettenkapitän Adolf Piening

## Bootsbestand
Anzahl der zugeteilten Boote: 111. Zum Zeitpunkt der Aufgabe des Stützpunktes im August 1944 gehörten acht U-Boote der Flottille an: U 255, U 281, U 300, U 618, U 650, U 667, U 714 und U 985. Zur Flottille gehörten im Laufe der Zeit mehrere Wohn- und Begleitschiffe. Hierzu zählten der Tender Hertha (von Juni 1938 bis Dezember 1938), die Beischiffe Thuringia (im Frühjahr 1941), Ubena (von November 1939 bis Februar 1941) und Hamburg (Januar 1940 bis Februar 1941) sowie der U-Tender Krefeld (von Oktober 1940 bis Januar 1941), das Begleitschiff I und T 157.

### Eingesetzte U-Typen
- VII B
- VII C
- VII C/41